# 리브즈 아이즈

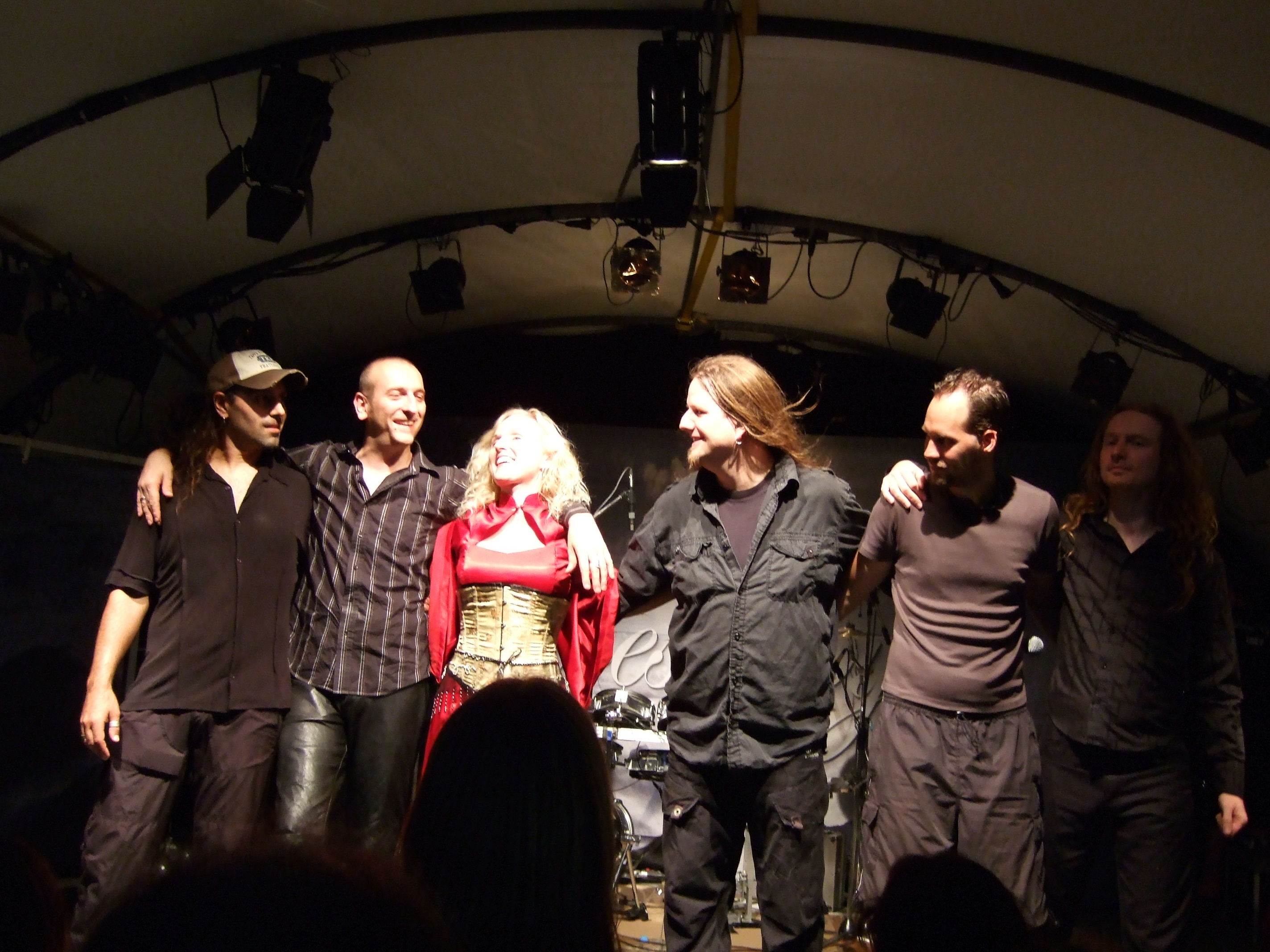
2007년 독일에서의 리브즈 아이즈

리브즈 아이즈(Leaves' Eyes)는 독일과 노르웨이 출신의 심포닉 메탈 밴드이다. 2003년 시어터 오브 트래지디의 전 리드 가수였던 리브 크리스틴과 아트로시티 밴드 전체 구성원에 의해 결성되었다. 오늘날까지 7개의 스튜디오 음반, 1개의 싱글, 6개의 EP, 1개의 라이브 앨범, 그리고 1개의 DVD를 발매했다.
리브즈 아이즈의 가사 대부분은 리브 크리스틴이 썼다.

## 구성원
- 리브 크리스틴 에스페네스 크룰 (Liv Kristine Espenæs Krull, 보컬)
- 알렉센더 크룰 (Alexander Krull, 보컬)
- 토스턴 바우어 (Torsten Bauer, 기타)
- 마티나스 로더럴 (Mathias Roderer, 기타)